# Apposizione
L'apposizione (dal latino apposĭtio, "aggiunta") è una nozione della grammatica tradizionale che indica un'unità sintattica (composta di una sola parola o da un sintagma nominale o preposizionale) riferita ad un nome con cui stia in relazione di coreferenza.
L'apposizione non ha autonomia semantica o sintattica e di norma serve in funzione attributiva, specificando la testa cui fa riferimento: ometterla non comporta dunque alcuna alterazione della grammaticalità di una frase. Può, come l'attributo, dipendere sintatticamente sia da un soggetto che da un complemento.
Di seguito alcuni esempi in italiano e latino:
Gina Lollobrigida, la Gina nazionale.
Boccaccio scrisse il Decamerone,  una raccolta di novelle.
Cicero consul inquit 'Vale!'
In italiano (e in alcune altre lingue neolatine) l'apposizione può sia precedere sia seguire la testa cui si riferisce: se è un titolo professionale di norma la precede:
Il ministro Martelli parlò ai giornalisti.
Nel caso in cui un titolo professionale segua la testa, perde l'articolo:
Il Ministro della Repubblica, Claudio Martelli...
Claudio Martelli, Ministro della Repubblica...
Più spesso l'apposizione segue la testa e, in questo caso, può essere introdotta da preposizione, caratterizzandosi da determinatore della testa:
Mario, da sposato, ha acquisito un carattere più pacifico.
La linguistica moderna ha criticato la nozione di apposizione in quanto controversa. In particolare, nei casi di sintagmi costituiti da due nomi, di cui uno proprio o un numerale, appare oscuro il criterio secondo cui si individua la testa e, reciprocamente, l'apposizione.